# Fast Ethernet
Fast Ethernet è un termine collettivo per indicare un numero di standard Ethernet che trasportano il traffico alla velocità di 100 Mbps rispetto alla velocità originale Ethernet di 10 Mbps. Tra gli standard ethernet a 100 megabit, 100baseTX è il più comune e supportato dalla grande maggioranza dell'hardware prodotto. Introdotto nel 1995 con lo standard IEEE 802.3u, rimase la versione più veloce di ethernet per tre anni prima di essere surclassato dalla Gigabit Ethernet.

## Rame

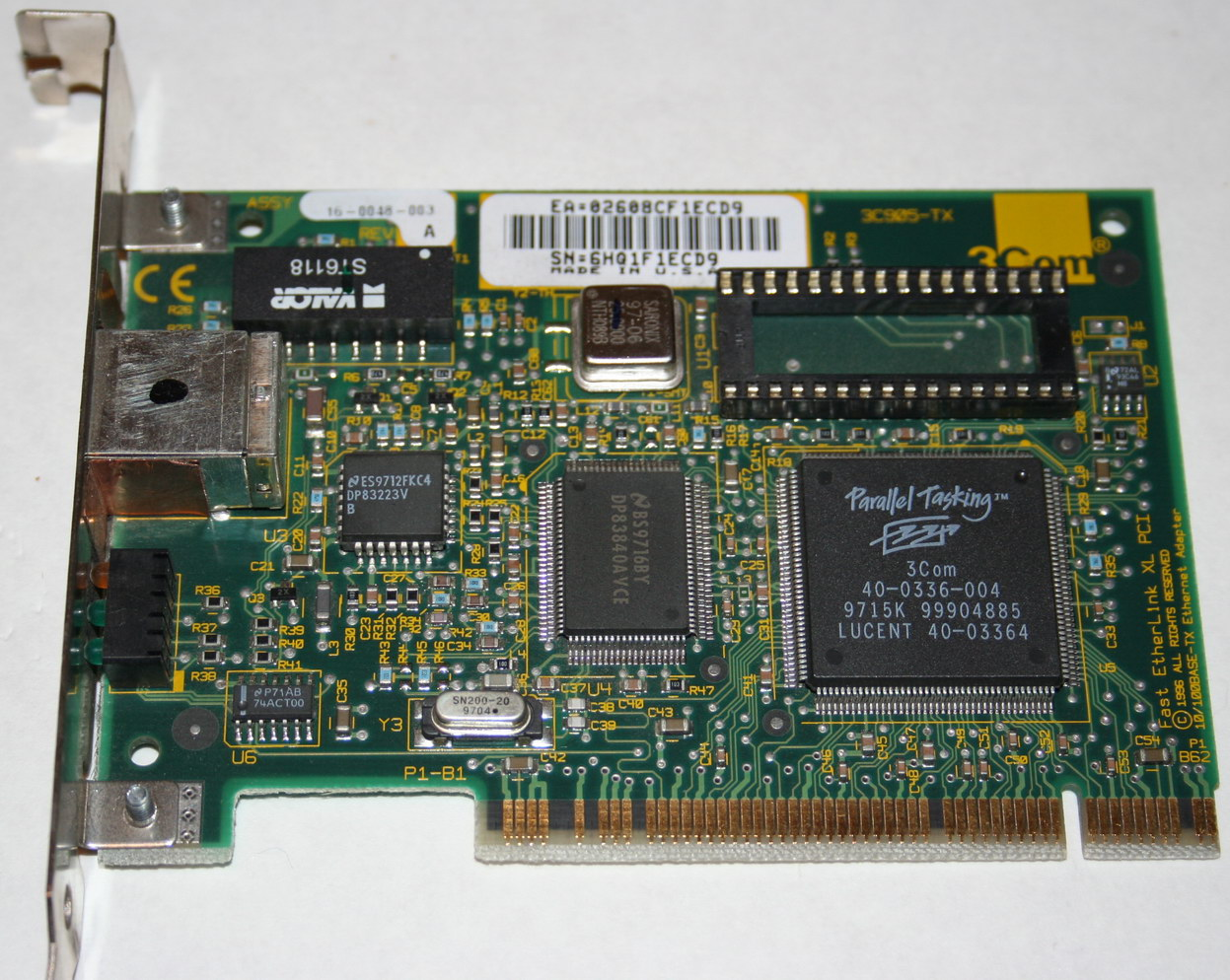
Scheda di rete PCI 3Com 3c905-TX 100BASE-TX
Il minuscolo integratino ad 8 piedini è la memoria EEPROM in cui è scritto l'indirizzo MAC

100BASE-T è uno dei tanti standard CSMA/CD per cavi UTP a 100 Mbps (125 Mbps escludendo l'overhead 4B5B), che include: 
- 100BASE-TX (100 Mbps su due coppie (cavi Cat 5 o migliori))
- 100BASE-T4 (100 Mbps su quattro coppie (cavi Cat 3, deprecato))
- 100BASE-T2 (100 Mbps su due coppie Cat 3 o migliore, deprecato)

La lunghezza del segmento per un cavo 100BASE-T è limitato a 100 metri (come 10Base-T e 1000Base-T). Tutti sono o erano parte dello standard IEEE 802.3 CSMA/CD approvato nel 1995.
All'epoca dell'introduzione della Fast Ethernet, molte pubblicità di costruttori hardware insistevano sul fatto che "le nostre periferiche funzionano meglio con i cavi esistenti rispetto alla concorrenza". In pratica, si scoprì poi che poche reti esistenti erano adeguate agli standard, perché le Ethernet a 10 megabit erano molto tolleranti verso le piccole variazioni dalle specifiche elettriche e pochi installatori fecero le esatte misurazioni dei cavi e della qualità della connessione: se Ethernet funzionava su un determinato cavo, la cosa era comunque accettabile. In questo modo molti network dovettero ricablare la rete per i 100 megabit dove era supposto ci fossero impianti con cavi CAT3 e CAT5. La grande maggioranza delle implementazioni o delle installazioni delle 100BASE-T sono fatte con 100BASE-TX.
Con tutte le Ethernet 100BASE-T (incluso 100BASE-TX), i bit reali di un pacchetto da trasmettere—una serie di bit 0 e 1 a 100 Mbps—sono trasferiti tipicamente in gruppi di 4 bit a 25 MHz verso l'hardware Ethernet.
Questo limita la massima velocità teorica a 100 Mbps. In realtà, la velocità misurata su reti reali è ben lontana dalla velocità massima, dovuta agli header necessari (bit di indirizzamento e controllo degli errori) in ogni pacchetto, l'occasionale "perdita di pacchetti" dovuta al rumore, e il tempo di attesa dopo ogni pacchetto inviato per la fine della trasmissione da parte delle altre periferiche sulla rete.

### 100BASE-TX
| Pin | Coppia | Cavo | Colore           |
| --- | ------ | ---- | ---------------- |
| 1   | 2      | 1    | bianco/arancione |
| 2   | 2      | 2    | arancione        |
| 3   | 3      | 1    | bianco/verde     |
| 4   | 1      | 2    | blu              |
| 5   | 1      | 1    | bianco/blu       |
| 6   | 3      | 2    | verde            |
| 7   | 4      | 1    | bianco/marrone   |
| 8   | 4      | 2    | marrone          |

100BASE-TX è la forma predominante di Fast Ethernet, fornendo Ethernet a 100 Mbps.
100BASE-TX lavora su due coppie di cavi Cat 5. Come 10Base-T, le coppie corrette sono arancione e verde (seconda e terza coppia) negli standard TIA/EIA-568-B, schema T568A o T568B. Queste coppie usano i pin 1, 2, 3 e 6.
In T568A e T568B, i cavi sono in ordine 1, 2, 3, 6, 5, 4, 7, 8 nel jack modulare ad ogni uscita. L'ordine di colore è verde/bianco, verde, arancione/bianco, blu, blu/bianco, arancione, marrone/bianco, marrone per T568A, e arancione/bianco, arancione, verde/bianco, blu, blu/bianco, verde, marrone/bianco, marrone per T568B.
Ogni segmento di rete può avere una distanza massima di 100m. Nella sua configurazione tipica, 100BASE-TX usa una coppia di cavi intrecciati in ogni direzione, fornendo una risposta di 100 Mbps in ogni direzione (full duplex). Vedi IEEE 802.3 per maggiori dettagli.
La configurazione di 100BASE-TX è molto simile a 10BASE-T. Durante la realizzazione di una LAN, le periferiche della rete (computer, stampanti ecc.) sono tipicamente connesse a un hub o ad uno switch, creando una rete a stella. Alternativamente è possibile connettere due periferiche direttamente usando un cavo crossover.
Con l'hardware 100BASE-TX, i bit reali passano attraverso la codifica 4B5B per generare una serie di bit 0 e 1 a 125 MHz; la codifica 4B5B fornisce equalizzazione DC e modellamento dello spettro (vedi lo standard per maggiori dettagli). Come nel caso della 100BASE-FX, i bit sono trasferiti alla periferica fisica usando la codifica NRZI. Tuttavia, 100BASE-TX introduce un sottolivello addizionale dipendente dalla scheda, che utilizza MLT-3 come codifica finale dello stream di dati prima della trasmissione. La procedura prende in prestito le specifiche FDDI ANSI x3.263, con meno discrepanze.

### 100BASE-T4
100BASE-T4 fu una prima implementazione della Fast Ethernet. Richiede quattro coppie twisted pair. Una coppia è riservata per la trasmissione, una per la ricezione e due coppie che modificano la direzione come negoziato. Un codice inusuale (8B6T) viene usato per convertire gruppi di 8 bit in 6 cifre in base-3 (lo shaping del segnale è possibile in quanto ci sono tre volte tanto 6 cifre base-3 che 8 cifre in base-2). Le due risultanti 3 cifre in base-3 sono inviate in parallelo su tre coppie usando la modulazione PAM-3.

### 100BASE-T2
| Simbolo  | Livello segnale linea |
| -------- | --------------------- |
| 000      | 0                     |
| 001      | +1                    |
| 010      | -1                    |
| 011      | -2                    |
| 100(ESC) | +2                    |

In 100BASE-T2 i dati sono trasmessi su due coppie di rame, 4 bit per simbolo. Per prima cosa, un simbolo di 4 bit viene espanso in 2 simboli a 3 bit attraverso una procedura di crittazione basata su un registro a spostamento lineare; vedi lo standard per maggiori dettagli. Questo serve per ridurre la larghezza di banda e lo spettro di emissioni del segnale, ma anche per fare il confronto delle proprietà della linea di trasmissione. La mappatura dei bit originali dei codici simbolo non è costante nel tempo e ha un grosso periodo (apparente come una sequenza pseudo-casuale). La mappatura finale dai simboli ai livelli di modulazione di linea PAM-5 segue la tabella sulla destra.

## Fibra

### 100BASE-FX
100BASE-FX è una versione della Fast Ethernet su fibra ottica. Usa due cavi di fibra, uno per ricevere e uno per trasmettere in modo da non aver bisogno della modalità half duplex, in quanto non ci sono collisioni dato che la rete è su una 10/100BASE-T. Il traffico di rete usa completamente la banda di 100 Mbps, su un segmento di fibra multimodale full duplex fino a 2 km. Usando una fibra monomodale (100BASE-LX) si può estendere la lunghezza del segmento fino a 60 km in full-duplex. 100BASE-FX usa la stessa codifica 4B5B e la codifica di linea NRZI come fa la 100BASE-TX.
100BASE-FX usa connettori SC e ST a grandezza naturale, ma usa miniconnettori MT-RJ che si adattano meglio come molti I/O nello stesso jack.
100BASE-FX non è compatibile con 10BASE-FL, la versione a 10 Mbps su fibra ottica. Usa luce a 1300 nm vicina alla lunghezza d'onda infrarossa.

### 100BASE-SX
100BASE-SX è una versione di Fast Ethernet su fibra ottica. Usa due cavi di fibra per ricevere e trasmettere. È un'alternativa a basso costo rispetto a 100BASE-FX, perché usa ottiche a bassa lunghezza d'onda che sono significativamente meno costose delle ottiche ad alta lunghezza d'onda usate nelle 100BASE-FX. 100BASE-SX può operare a distanze di 300m.
100BASE-SX usa le stesse lunghezze d'onda di 10BASE-FL, la versione a 10 Mbps su fibra ottica. Diversamente da 100BASE-FX, questo permette alle 100BASE-SX di essere retrocompatibili con le 10BASE-FL.
A causa della corta lunghezza d'onda usata (850 nm) e della corta distanza che può supportare, 100BASE-SX usa componenti ottici meno costosi (LED invece dei laser) che lo rendono un'opzione attraente per chi aggiorna dalla 10BASE-FL e per chi non ha necessità di grosse distanze.

### 100BASE-BX
100BASE-BX è una versione della Fast Ethernet su singolo cavo in fibra ottica (a differenza di 100BASE-FX che usa una coppia di fibre). Viene usata una fibra multimodale assieme a un multiplexer speciale che splitta il segnale in lunghezze d'onda per la ricezione e per la trasmissione.